# Окуляр
Окуляр е частта от оптически уред, която е обърната към окото на човек и през която се правят наблюдения. Състои се от няколко лещи и се среща най-често в телескопи и микроскопи.

## Параметри
- Фокусно разстояние – основен параметър, който определя увеличението
- Ъглов обхват – зависи от диафрагмата и диаметъра на лещите
- Диаметър на изходния отвор – диаметърът на светлинния сноп, излизащ през задната леща на окуляра
- Очно разстояние – разстоянието между задната леща на окуляра и роговицата на окото